# Leif Erickson
Leif Erickson; eigentlich William Wycliffe Anderson (* 27. Oktober 1911 in Alameda, Kalifornien; † 29. Januar 1986 in Pensacola, Florida) war ein US-amerikanischer Schauspieler.

## Leben
Leif Erickson wirkte neben seinen zahlreichen Auftritten in Fernsehserien, in über 80 Spiel- und Fernsehfilmen mit. In Deutschland wurde er vor allem als „Big John“ in der Serie High Chaparral bekannt. Erickson wurde auch unter den Namen Glenn Erickson; Glen Erickson; Lief Erickson; Glenn Erikson und Leif Erikson gelistet.
Leif Erickson starb aufgrund von Krebs in Pensacola, Florida am 29. Januar 1986 im Alter von 74 Jahren.
Erickson war von 1936 bis 1942 mit der Schauspielerin Frances Farmer verheiratet und kurzzeitig mit Margaret Hayes.

## Filmografie (Auswahl)
- 1933: The Sweetheart of Sigma Chi
- 1935: Das Tal des Todes (Wanderer of the Wasteland)
- 1935: Nevada
- 1937: Waikiki Wedding
- 1937: Maria Walewska (Conquest)
- 1938: The Big Broadcast of 1938
- 1938: Auf verbotenen Wegen (Ride a Crooked Mile)
- 1941: Nothing But the Truth
- 1941: H.M. Pulham, Esq.
- 1942: Abbott und Costello unter Kannibalen (Pardon My Sarong)
- 1942: The Fleet’s Inn
- 1942: Arabische Nächte (Arabian Nights)
- 1948: Du lebst noch 105 Minuten (Sorry, Wrong Number)
- 1948: Die Schlangengrube (The Snake Pit)
- 1948: Johanna von Orleans (Joan of Arc)
- 1949: Kokain (Johnny Stool Pigeon)
- 1949: Spielfieber (The Lady Gambles)
- 1950: Blutrache in Montana (The Showdown)
- 1950: Frauengeheimnis (Three Secrets)
- 1950: Todfeindschaft (Dallas)
- 1950: Stella
- 1951: Vierzehn Stunden (Fourteen Hours)
- 1951: Mississippi-Melodie (Show Boat)
- 1951: Verschwörung im Nachtexpreß (The Tall Target)
- 1952: Flucht vor dem Tode (The Cimarron Kid)
- 1952: Seemann paß auf (Sailor Beware)
- 1952: Mit einem Lied im Herzen (With a Song in My Heart)
- 1952: Stärker als Ketten (Carbine Williams)
- 1952: Piraten wider Willen (Abbott and Costello Meet Captain Kidd)
- 1953: Im Sattel geboren (Born to the Saddle)
- 1953: Ärger auf der ganzen Linie (Trouble Along the Way)
- 1953: Invasion vom Mars (Invaders from Mars)
- 1953: Brennpunkt Algier (Fort Algiers)
- 1954: Die Faust im Nacken (On the Waterfront)
- 1956: Noch heute sollst du hängen (Star in the Dust)
- 1956: Die erste Kugel trifft (The Fastest Gun Alive)
- 1956: Anders als die anderen (Tea and Sympathy)
- 1957: Unter glühender Sonne (The Vintage)
- 1957: Kiss Them for Me
- 1958: Alfred Hitchcock präsentiert (Alfred Hitchcock Presents, Fernsehserie, 1 Folge)
- 1958: Hart am Wind (Twilight for the Gods)
- 1958: Westlich von Santa Fé (The Rifleman, Fernsehserie, 1 Folge)
- 1959/1961: Tausend Meilen Staub (Rawhide, Fernsehserie, 2 Folgen)
- 1961/1965: Bonanza (Fernsehserie, 2 Folgen)
- 1963: Der Kommodore (A Gathering of Eagles)
- 1963/1964: Das große Abenteuer (The Great Adventure, Fernsehserie, 2 Folgen)
- 1964: Die Zwangsjacke (Strait-Jacket)
- 1964: Die Unersättlichen (The Carpetbaggers)
- 1964: König der heißen Rhythmen (Roustabout)
- 1964/1965: Alfred Hitchcock zeigt (The Alfred Hitchcock Hour, Fernsehserie, 2 Folgen)
- 1964–1965: Die Leute von der Shiloh Ranch (The Virginian, Fernsehserie, 3 Folgen)
- 1965: Es geschah um 8 Uhr 30 (I Saw What You Did)
- 1965: Die 27. Etage (Mirage)
- 1965/1966: Daniel Boone (Fernsehserie, 2 Folgen)
- 1967: Rauchende Colts (Gunsmoke, Fernsehserie, 1 Folge)
- 1967–1971: High Chaparral (The High Chaparral, Fernsehserie, 93 Folgen)
- 1971: Man and Boy
- 1971: Panik in den Wolken (Terror in the Sky, Fernsehfilm)
- 1972: Dr. med. Marcus Welby (Marcus Welby, M.D., Fernsehserie, 1 Folge)
- 1973: Die Straßen von San Francisco (The Streets of San Francisco, Fernsehserie, 1 Folge)
- 1973: Der sechs Millionen Dollar Mann – Das Erpressersyndikat (The Six Million Dollar Man: The Solid Gold Kidnapping, Fernsehfilm)
- 1973: Der Magier (The Magician, Fernsehserie, 1 Folge)
- 1974: Der Chef (Ironside, Fernsehserie, 1 Folge)
- 1974: Mannix (Fernsehserie, 1 Folge)
- 1974: Cannon (Fernsehserie, 1 Folge)
- 1975: Winterhawk
- 1977: Das Ultimatum (Twilight’s Last Gleaming)
- 1979: Detektiv Rockford – Anruf genügt (The Rockford Files, Fernsehserie, 1 Folge)
- 1983: Savage in the Orient (Fernsehfilm)
- 1984: Fantasy Island (Fernsehserie, 1 Folge)